# Carlyle Blackwell
Pour les articles homonymes, voir Blackwell.
Carlyle Blackwell, né le 20 janvier 1884 à Troy, État de New York (États-Unis) et mort le 17 juin 1955 à Miami (États-Unis), est un acteur, réalisateur, producteur et scénariste américain.

## Filmographie

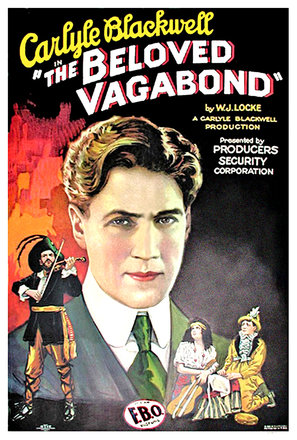
Carlyle Blackwell à l'affiche de The Beloved Vagabond (1923).

### Comme acteur
- 1910 : La Case de l'oncle Tom (Uncle Tom's Cabin) de James Stuart Blackton : Shelby
- 1910 : Brother Man (it)
- 1910 : On Her Doorsteps (it)
- 1910 : A Dixie Mother (it) de Van Dyke Brooke
- 1911 : Doctor Cupid (it) : Percy Primrose, un poète
- 1911 : Bertha's Mission (it)
- 1911 : The Mission Carrier (it)
- 1911 : Big Hearted Jim (it) : Tom
- 1911 : Slim Jim's Last Chance (it) : Slim Jim
- 1911 : Slabsides
- 1911 : Tangled Lives
- 1911 : For Her Brother's Sake de George Melford
- 1911 : The Love of Summer Morn (it) de Sidney Olcott
- 1911 : A Cattle Herder's Romance (it)
- 1911 : Reckless Reddy Reforms (it) :  Rôle inconnu
- 1911 : The Badge of Courage (it) : L'amant de Jane
- 1911 : The Indian Maid's Sacrifice (it)
- 1911 : Over the Garden Wall (it)
- 1911 : Peggy, the Moonshiner's Daughter (it) : Tom
- 1911 : The Wasp (it) : L'artiste
- 1911 : On the Warpath (it) de Kenean Buel
- 1911 : The Alpine Lease (it)
- 1911 : The Blackfoot Halfbreed (it) de Kenean Buel
- 1911 : The Mistress of Hacienda del Cerro (it)
- 1911 : The Peril of the Plains (it)
- 1911 : The Temptation of Rodney Vane (it)
- 1911 : How Betty Captured the Outlaw (it) : Le hors)la)loi
- 1911 : Norma from Norway (it)
- 1911 : The Higher Toll (it)
- 1912 : The Russian Peasant (it) : Dimitri Andrevitch
- 1912 : An Interrupted Wedding (it)
- 1912 : A Princess of the Hills (it)
- 1912 : An American Invasion (it)
- 1912 : The Alcalde's Conspiracy (it)
- 1912 : The Bell of Penance (it)
- 1912 : Jean of the Jail (it)
- 1912 : The Spanish Revolt of 1836 (it)
- 1912 : The Secret of the Miser's Cave (it)
- 1912 : The Adventures of American Joe (it) : American Joe, un marin
- 1912 : The Mexican Revolutionist (it)
- 1912 : The Stolen Invention (it) : Floyd Dandridge, le soupirant de Gladys
- 1912 : The Outlaw (it)
- 1912 : The Gun Smugglers (it) de George Melford
- 1912 : The Bag of Gold (it)
- 1912 : The Colonel's Escape (it) de Kenean Buel
- 1912 : The Organ Grinder (it) de George Melford
- 1912 : Saved by Telephone (it) de George Melford
- 1912 : The Suffragette Sheriff (it) : Bill
- 1912 : Fantasca, the Gipsy (it)
- 1912 : The Family Tyrant (it) : Le jeune Carey
- 1912 : Freed from Suspicion (it) : Mary's Sweetheart
- 1912 : The Wandering Musician (it)
- 1912 : The Kentucky Girl (it) de George Melford : Bob
- 1912 : The Daughter of the Sheriff (it) : Jack Bernard
- 1912 : The Frenzy of Firewater (it) de George Melford
- 1912 : The Parasite
- 1912 : The Apache Renegade (it) de George Melford
- 1912 : The Village Vixen (it) de George Melford
- 1912 : When Youth Meets Youth (it)  de George Melford
- 1912 : The Redskin Raiders (it)
- 1912 : The Plot That Failed (it) de George Melford
- 1912 : The Peril of the Cliffs (it) de George Melford
- 1912 : The Power of a Hymn (it) de George Melford
- 1912 : The Skinflint (en) de  Jack Harvey
- 1912 : Mountain Dew (it) de George Melford
- 1912 : Days of '49 de Thomas H. Ince
- 1912 : The Flower Girl's Romance (it) de George Melford
- 1912 : Red Wing and the Paleface (it) de George Melford
- 1912 : The Water Rights War (it) de George Melford
- 1912 : The Mayor's Crusade (it)  de George Melford
- 1912 : The Indian Uprising at Santa Fe (it) de George Melford : Capt. Gomez / Gov. Vargas
- 1912 : The Two Runaways (it) de George Melford
- 1913 : The Usurer de George Melford
- 1913 : A Dangerous Wager (it) de George Melford
- 1913 : Red Sweeney's Mistake (it) de George Melford
- 1913 : The Boomerang de Thomas H. Ince
- 1913 : The Pride of Angry Bear (it) de George Melford
- 1913 : The Last Blockhouse (it) de George Melford
- 1913 : The Buckskin Coat (it) de George Melford
- 1913 : A Life in the Balance de George Melford
- 1913 : The Redemption
- 1913 : The Mountain Witch
- 1913 : The Missing Bonds
- 1913 : The Honor System
- 1913 : The Attack at Rocky Pass
- 1913 : The Sacrifice
- 1913 : The California Oil Crooks
- 1913 : The Wayward Son
- 1913 : The Cheyenne Massacre (it)
- 1913 : The Poet and the Soldier
- 1913 : The Battle for Freedom de George Melford
- 1913 : The Tragedy of Big Eagle Mine
- 1913 : The Struggle de George Melford : Bat
- 1913 : The Fight at Grizzly Gulch : le commerçant
- 1913 : The Girl and the Gangster
- 1913 : Intemperance
- 1913 : The Skeleton in the Closet
- 1913 : The Invaders
- 1913 : Trooper Billy
- 1913 : A Daughter of the Underworld
- 1913 : The Man Who Vanished
- 1913 : Perils of the Sea (it) de George Melford et Sidney Olcott
- 1913 : The Plot of India's Hillmen
- 1913 : The Invisible Foe
- 1914 : The Masquerader (it)
- 1914 : The Convict's Story
- 1914 : Out in the Rain
- 1914 : The Fatal Clues
- 1914 : Chasing the Smugglers
- 1914 : The Award of Justice
- 1914 : The Wiles of a Siren
- 1914 : The Secret Formula
- 1914 : The Detective's Sister
- 1914 : The Fringe on the Glove
- 1914 : Mrs. Peyton's Pearls
- 1914 : The Spitfire d'Edwin S. Porter et Frederick A. Thomson : Bruce Morson
- 1914 : The Political Boss
- 1914 : Such a Little Queen : King Stephen
- 1914 : The Key to Yesterday (it) de John Francis Dillon : Frederick Marston / Robert Anglo-Saxon
- 1914 : The Man Who Could Not Lose : Champneys Carter
- 1915 : The Uncanny Room
- 1915 : The Last Chapter
- 1915 : The High Hand : Jim Warren
- 1915 : The Puppet Crown (it) de George Melford : Bob Carewe
- 1915 : The Secret Orchard (it) de Frank Reicher : Lt. Dodd
- 1915 : The Case of Becky : Dr John Arnold
- 1915 : Mr. Grex of Monte Carlo : Richard Lane
- 1916 : The Clarion : Harrington Surtaine
- 1916 : The Shadow of a Doubt : Ned
- 1916 : His Brother's Wife de Harley Knoles : Howard Barton
- 1916 : Sally in Our Alley : Paul Taylor
- 1916 : A Woman's Way : Howard Stanton
- 1916 : The Ocean Waif : Ronald Roberts
- 1916 : Beyond the Wall : Dane Ashley
- 1916 : The New South : Harry Ford, adulte
- 1917 : The Marriage Market
- 1917 : On Dangerous Ground de Robert Thornby : Bradford Stewart
- 1917 : A Square Deal : Hugh Eltinge
- 1917 : The Social Leper : John Dean
- 1917 : The Page Mystery : Alan Winthrop
- 1917 : The Crimson Dove : Brand Cameron
- 1917 : The Price of Pride : David / William
- 1917 : Youth : Bryan Goodwin
- 1917 : The Burglar : WilliamLewis
- 1917 : The Good for Nothing : Jack Burkshaw
- 1918 : The Beautiful Mrs. Reynolds : Alexander Hamilton
- 1918 : His Royal Highness : Jack Christie
- 1918 : The Way Out de George Kelson : Robert Barr
- 1918 : Leap to Fame (ca) : Charles Trevor
- 1918 : Stolen Orders : Lt. Dennis Gaveston
- 1918 : The Cabaret : Ned Lorrimer
- 1918 : The Golden Wall : Charles de la Fontaine, Marquis d'Aubeterre
- 1918 : The Beloved Blackmailer : Bobby Briggs
- 1918 : By Hook or Crook : Frederic Pritchard
- 1918 : The Road to France : Tom Whitney
- 1918 : Hitting the Trail : Kid Kelly
- 1919 : Love in a Hurry : Charles Conant
- 1919 : Courage for Two : Anthony « Tony » Douglas / Calvin Douglas
- 1919 : Hit or Miss : J. Butterfield « Butts » Conroy
- 1919 : Three Green Eyes : Paul Arden
- 1920 : The Third Woman : Luke Halliday
- 1920 : Les Incomprises (The Restless Sex) de Robert Z. Leonard : Oswald Grismer
- 1922 : Bulldog Drummond (it) d'Oscar Apfel : Capt. Hugh Drummond
- 1923 : The Virgin Queen
- 1923 : The Beloved Vagabond : Gaston de Nerac / Paragot
- 1924 : Shadow of Egypt : Sheik Hanan
- 1924 : Les Deux gosses de Louis Mercanton : George Thornton
- 1925 : She : Leo Vincy / Kallikrates
- 1926 : Riding for a King : capitaine Harry Swinden
- 1926 : Monte-Carlo de Christy Cabanne
- 1926 : Beating the Book : Honorable Teddy Blackton
- 1927 : One of the Best (en) : Philip Ellsworth
- 1928 : The Rolling Road (en) : Tom Forty
- 1929 : The Crooked Billet (it) d'Adrian Brunel : Dietrich Hebburn
- 1929 : The Wrecker (en) de Geza Von Bolvary : Ambrose Barney
- 1929 : Le Chien des Baskerville (Der Hund von Baskerville) de Richard Oswald : Sherlock Holmes
- 1930 : Bedrock : Tim Parke
- 1930 : Beyond the Cities (en) : Jim Campbell

### Comme réalisateur
- 1914 : Chasing the Smugglers
- 1914 : The Man Who Could Not Lose
- 1917 : The Good for Nothing
- 1918 : His Royal Highness
- 1918 : Leap to Fame (ca)
- 1930 : Bedrock
- 1930 : Beyond the Cities (en)

### Comme scénariste
- 1930 : Beyond the Cities (en)

### Comme producteur
- 1927 : Les Cheveux d'or (The Lodger)
- 1927 : Après la guerre (Blighty)
- 1927 : One of the Best (en)
- 1928 : The Rolling Road (en)
- 1930 : Bedrock
- 1930 : Beyond the Cities (en)